# Psophodes cristatus
La zordala picocuña oriental (Psophodes cristatus) es una especie de ave paseriforme de la familia Psophodidae endémica de Australia.